# Vicq-Exemplet
Vicq-Exemplet – miejscowość i gmina we Francji, w Regionie Centralnym, w departamencie Indre.
Według danych na rok 1990 gminę zamieszkiwało 369 osób, a gęstość zaludnienia wynosiła 10 osób/km² (wśród 1842 gmin Regionu Centralnego Vicq-Exemplet plasuje się na 781. miejscu pod względem liczby ludności, natomiast pod względem powierzchni na miejscu 214.).